# Mosquiter d'ulleres d'Alström
El mosquiter d'ulleres d'Alström (Phylloscopus soror) és una espècie d'ocell de la família dels fil·loscòpids (Phylloscopidae). Es troba a la Xina, Myanmar, Nepal, Laos, Tailàndia i Cambodja. Els seus hàbitats principals són els boscos temperats i els boscos tropicals i subtropicals de frondoses humits de les terres baixes. El seu estat de conservació es considera de risc mínim.
El nom comú fa honor a l'ornitòleg suec Per Alström.